# 阿列克谢耶夫卡 (楚河州)
阿列克谢耶夫卡（俄语：Алексеевка）是吉尔吉斯斯坦楚河州下辖的一个村。根据2009年吉尔吉斯共和国人口普查，全村人口为5730人。